# Aia

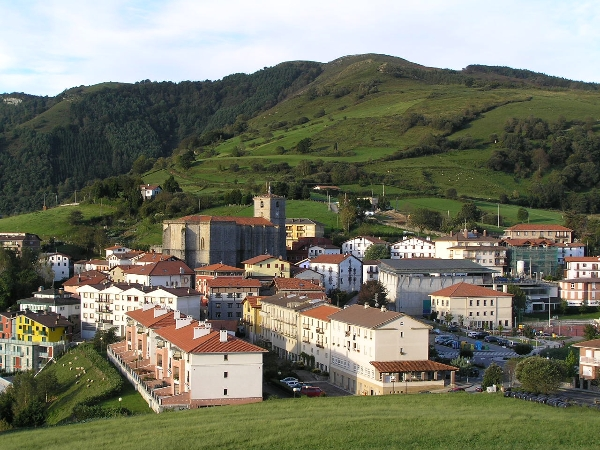
Village of Aia, Gipuzkoa Province

Aia là một đô thị trong tỉnh Guipúzcoa thuộc cộng đồng tự trị Xứ Basque, Tây Ban Nha. Cách San Sebastián 30 km về phía tây và khoảng 10 km vào trong nội địa tính từ Zarautz. Dân số là 1750 người năm 2005.